# Sarah Bouaoudia
Sarah Bouaoudia, née le 13 août 1983 à Alger centre en Algérie, est une athlète algérienne pratiquant l'heptathlon. 

## Biographie
Elle a remporté les Championnats d'Afrique d'épreuves combinées en 2005. Par ailleurs elle est l'actuelle détentrice du record national de saut en hauteur, avec 1 mètre 85 réussis lors de l'heptathlon des Jeux méditerranéens de 2005, à Almería.
En 2002 elle a fait partie du relais 4 × 400 mètres médaillé de bronze aux championnats d'Afrique en 3 min 39 s 70, un record d'Algérie.

### Palmarès
- 1999 :  Saut en hauteur aux jeux panarabes à Amman
- 1999 :  Relais 4 × 100 mètres aux Championnats d'Afrique juniors d'athlétisme
- 1999 :  Relais 4 × 400 mètres aux Championnats d'Afrique juniors d'athlétisme
- 2002 :  Relais 4 × 400 mètres aux Championnats d'Afrique à Radès
- 2003 :  Heptathlon aux Championnats arabes d'athlétisme à Amman
- 2004 :  Saut en hauteur aux jeux panarabes à Alger
- 2004 :  Heptathlon aux jeux panarabes à Alger
- 2005 :  Heptathlon aux Championnats d'Afrique des épreuves combinées à Tunis
- 2006 :  Saut en hauteur aux Championnats d'Afrique à Bambous

### Records
| Épreuve          | Performance | Lieu    | Date             |
| ---------------- | ----------- | ------- | ---------------- |
| 100 m haies      | 13 s 71     | Alger   | 20 juillet 2005  |
| Saut en hauteur  | 1,85 m (NR) | Almería | 1er juillet 2005 |
| Saut en longueur | 6,18 m      | Almería | 2 juillet 2005   |
| Heptathlon       | 5 691 pts   | Almería | 2 juillet 2005   |